# Alfredo Alfonso Torrealba

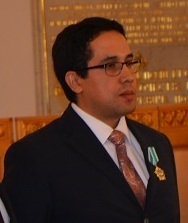
Alfredo A. Torrealba împreună cu Președintele Vladimir V. Putin la ceremonia de decorare cu Ordinul Prieteniei.

Alfrédo Alfonso Torrealba (n. 21 noiembrie 1975, Caracas, Venezuela) este conducătorul postului de radio interstatal „La Radio del Sur”, fondator, producător general și gazda programului radio „Drumuri care duc la Piața Roșie” (Caminos a la Plaza Roja). De naționalitate venezuelan, este primul latino-american care a fost decorat cu Ordinul Prieteniei din partea Federației Ruse. Pe data de 4 noiembrie 2015 acesta a primit această distincție din partea Președintelui Federației Ruse, Vladimir V. Putin, pentru activitatea sa ce a creat o punte de comunicare între Federația Rusă și Republica Bolivariană Venezuela prin intermediul temelor culturale dezbătute la postul de radio interstatal „La Radio del Sur”, unde are funcția de conducător al postului de radio.
A fost recunoscut în data de 30 decembrie 2018 de către Guvernul Republicii Bolivariene Venezuela și de Președintele Constituțional Nicolás Maduro ca Șef al Misiunii Diplomatice cu rang de Ambasador în fața României, în prezent Alfrédo Alfonso Torrealba îndeplinește funcții de Însărcinat cu Afaceri Ad Hoc.